# Ruspolia oastae
Ruspolia oastae är en insektsart som först beskrevs av Heinrich Hugo Karny 1920.  Ruspolia oastae ingår i släktet Ruspolia och familjen vårtbitare. Inga underarter finns listade i Catalogue of Life.